# Margahayu Utara
Margahayu Utara is een bestuurslaag in het regentschap Kota Bandung van de provincie West-Java, Indonesië. Margahayu Utara telt 23.088 inwoners (volkstelling 2010).